# Zen (album de Zazie)
Pour les articles homonymes, voir Zen (homonymie).
Albums de Zazie
Je, Tu, Ils
(1992) Made in Love
(1998)
Singles
1. Larsen
Sortie : 19 septembre 1995
2. Zen
Sortie : 4 mars 1996
3. Un point c’est toi
Sortie : 19 août 1996
4. Homme sweet homme
Sortie : 17 décembre 1996

Zen est le second album de Zazie sorti le 19 septembre 1995. Il est le premier grand succès de Zazie et s'écoule à plus de 500 000 exemplaires.
La quasi-totalité des textes et de la musique de l'album sont composés par Zazie. Cependant, Pascal Obispo, Phil Baron et Vincent-Marie Bouvot ont également participé à l'album.
La chanson Je t'aime mais rend un hommage à Serge Gainsbourg. La chanson Une souris verte est inspirée de la comptine du même nom.

## Enregistrement
L'album a été enregistré dans une cave, baptisée Unreal World Studios, en référence aux studios Real World de Peter Gabriel où avait été enregistré le premier album, chez la chanteuse à Enghien-les-bains dans la banlieue parisienne. Epaulée par Vincent-Marie Bouvot, la chanteuse fait appel à de nombreux musiciens et collaborateurs, dont Pascal Obispo à la réalisation de Zen et aux choeurs sur Larsen, son frère Phil Baron sur J'envoie valser, le guitariste Pierre Jaconelli et le percussionniste américain Steve Shehan qui ajoute de nombreuses couches de percussions sur certaines chansons, parmi d'autres musiciens américains et français confirmés.
C'est l'ingénieur du son Phil Delire aux studios ICP à Bruxelles qui s'est chargé du mixage de l'album, sauf pour la chanson Larsen mixée par Nick Davis, connu pour le mixage de l'album We Can't Dance (1991) de Genesis et Une souris verte dont le pré-mixage réalisé par l’ingénieur du son Laurent Guéneau qui enregistre l'album était jugé satisfaisant et validé tel quel.

## Parution et réception
Dans sa première version, Zen comptait 12 titres, auxquels est venue s'ajouter la version remixée du titre Homme sweet homme, dans sa deuxième édition, en 1996. Il est utile de préciser que la version 12 titres présente une version longue de Un point c'est toi, comportant un passage inédit au milieu de la chanson. La version inédite de Un point c'est toi présente sur la compilation Zest of de 2007 est presque similaire, mais c'est une version alternative (pont chanté différemment par Zazie), et n'est donc pas celle de la première édition de l'album paru en 1995. Le titre de Dieu que pour toi dans la première édition devient également Au diable nos adieux dans la deuxième édition, possiblement pour un souci de droits d'auteurs.
Cet album est suivi d'une tournée à travers la France comptant 42 dates dont 3 à La Cigale.
Le clip de Larsen a été réalisé par Phillippe André et a obtenu le prix du meilleur clip aux Victoires de la musique de 1996.

## Chansons
| 1.   | Fou de toi                            | Zazie                       | Vincent-Marie Bouvot, Zazie | 3:19  |
| 2.   | Homme sweet homme                     | Zazie                       | Zazie                       | 3:36  |
| 3.   | Larsen                                | Zazie                       | Vincent-Marie Bouvot, Zazie | 4:21  |
| 4.   | Un point c'est toi                    | Zazie                       | Vincent-Marie Bouvot, Zazie | 3:32  |
| 5.   | Je t'aime mais                        | Zazie                       | Michaël Ohayon, Zazie       | 4:18  |
| 6.   | Zen                                   | Zazie                       | Pascal Obispo               | 3:53  |
| 7.   | Craque monsieur                       | Zazie                       | Vincent-Marie Bouvot        | 3:45  |
| 8.   | Au diable nos adieux                  | Zazie                       | Vincent-Marie Bouvot, Zazie | 4:37  |
| 9.   | Hissée haut                           | Zazie                       | Zazie                       | 3:50  |
| 10.  | Une souris verte                      | Zazie                       | Zazie                       | 3:40  |
| 11.  | J'envoie valser                       | Zazie                       | Phil Baron                  | 2:51  |
| 12.  | La la la                              | Zazie                       | Zazie                       | 4:00  |
| 13.  | Homme sweet homme remix / Les moutons | Vincent-Marie Bouvot, Zazie | Vincent-Marie Bouvot, Zazie | 13:41 |
| 1h00 |                                       |                             |                             |       |

Il semblerait qu'un morceau caché se trouve dans cet album : "Les moutons" .
Ce titre d'une durée de 10min01 est une véritable ode à Morphée.

## Personnel

### Musiciens principaux
- Zazie : chant, claviers et programmation sur Homme Sweet homme, Je t'aime mais et Hissée haut
- Vincent-Marie Bouvot : claviers (1, 2, 3, 4, 7, 8, 10, 11), programmation (1, 3, 4, 7, 8, 10), cordes (2, 12), guitare sur Craque Monsieur
- Nicolas Fiszman : basse (1, 2, 3, 4, 5, 8, 10), guitare sur Au diable nos adieux, Flûte de Pong et djembé sur Hissée haut
- Yvan Ackermann : batterie (1, 2, 3, 4, 8, 10), baguette superball sur Au diable nos adieux, udu et shakeoeuf sur Hissée haut
- Pierre Jaconelli : guitare (1, 3, 7, 9, 10), guitare électrique sur Zen, basse sur Craque Monsieur
- Steve Shehan : diverses percussions (1, 5, 6, 9, 10)

### Musiciens additionnels
- Pascal Obispo : chœurs sur Larsen, guitare acoustique et programmation sur Zen
- Dee Nasty : percussions sur Fou de toi, DJ sur Fou de toi et Je t'aime mais
- Kamil Rustam : guitare (2, 4, 5)
- Vic Emerson : claviers sur Homme Sweet homme
- Emile Ator : violon principal sur Homme Sweet homme
- Steve Bigott : claviers et programmations sur Larsen
- Thomas Bloch : Cristal Baschet (3, 5, 9)
- Nicolas Ackermann : batterie sur Je t'aime mais
- Michael Ohayon : guitare sur Je t'aime mais et Au diable nos adieux
- Jean Mora : orgue Hammond et synthétiseur sur Zen (assisté par Jean Deynous)
- Jim Caroll : guitare sur Au diable nos adieux
- Marc Pollier : cornemuse irlandaise sur Au diable nos adieux
- Olga : sonnette d'entrée sur Une souris verte
- Phil Baron : accordéon diatonique sur J'envoie valser

### Equipe technique
- Vincent-Marie Bouvot : production, mixage
- Zazie : mixage
- Phil Delire : mixage (sauf Larsen et Une souris verte), prise de son sur Homme Sweet homme
- Nick Davis : mixage sur Larsen (assisté par Shaun De Feo)
- Laurent Guéneau : prise de son, mixage sur Une souris verte
- Régis Tourax et Stéphane Reichart : assistants prise de son sur Zen
- Jim Caroll : prise de son sur Au diable nos adieux

## Singles
- Larsen - 1995 (n° 38 France)
- Zen - 1996 (n° 23 France)
- Un point c'est toi - 1996 (n° 24 France)
- Homme sweet homme - 1996 (comporte un inédit : Signaux de fumée)